# 高浜町 (新潟県)
高浜町（たかはままち）は、かつて新潟県刈羽郡にあった町。

## 地理
西側は日本海に面する。
旧町域は平成の大合併以前の柏崎市域の北端を占めるが、柏崎刈羽原子力発電所が建設されてからは刈羽村を経由する道路でしか同市中心部へは連絡しておらず、実質的な飛び地である。

## 沿革
- 1901年（明治34年）11月1日 - 刈羽郡宮川町、椎谷町が合併して、高浜町が発足。
- 1957年（昭和32年）4月1日 - 柏崎市に編入され消滅。